# Lamsiteh Cot
Lamsiteh Cot is een bestuurslaag in het regentschap Aceh Besar van de provincie Atjeh, Indonesië. Lamsiteh Cot telt 460 inwoners (volkstelling 2010).